# Fifty Foot Hose
Fifty Foot Hose est un groupe américain de rock psychédélique, originaire de San Francisco, en Californie. Il est formé à la fin des années 1960 et reformé dans les années 1990. Il est l'un des premiers groupes à mélanger le rock et la musique électronique, produisant une musique expérimentale d'avant-garde.

## Biographie
La formation originale comprend trois membres : le fondateur et bassiste Louis « Cork » Marcheschi, le guitariste David Blossom, et son épouse, la chanteuse Nancy Blossom, rejoints par Kim Kimsey (batterie) et Larry Evans (guitare).
David et Nancy Blossom amènent une présence jazz et psychédélique au groupe. Ensemble, le trio enregistre une démo qui mènera à un contrat avec Limelight Records, succursale de Mercury Records. Ils publient un album, Cauldron, en décembre 1967. Il comprend onze morceaux, dont Fantasy, Red the Sign Post et God Bless the Child, une reprise de Billie Holiday. Le groupe se sépare en 1970.
Fifty Foot Hose refait surface dans les années 1990, et devient connu comme précurseur du rock électronique avec Pere Ubu, Chrome et Throbbing Gristle, et Cauldron est réédité en format CD. En 1995, Marcheschi reforme le groupe pour un concert à San Francisco, aux côtés de nouveaux musiciens.

## Discographie

### Albums studio
- 1968 : Cauldron
- 1997 : Live... and Unreleased
- 1999 : Sing Like Scaffold

### Compilations
- 1996 : Cauldron ... Plus
- 1998 : Ingredients

### Singles
- 1990 : Red The Sign Post (alt take)/ If Not This Time (alt take), 1990, Get Hip GH-50 (réédité en 2010)